# 피리산쌀쥐
피리산쌀쥐(Nephelomys pirrensis)는 비단털쥐과 톰스쌀쥐속에 속하는 설치류이다. 모식산지는 파나마 동부 해발 1,400m의 피리 산으로 타카르쿠나 산에서도 기록된다.
피리산쌀쥐는 비교적 큰 종이다. 등 쪽 털은 옆구리 쪽으로 갈수록 연한 색을 띤다. 목은 회색이고, 배 쪽의 나머지 부분은 엷은 황갈색이다. 코와 귀, 앞발은 거무스레하고 얇은 털이 덮인 뒷발은 짙은 갈색을 띤다. 꼬리는 윗면이 짙은 갈색인 반면에 아랫면은 약간 연한 색이다. 새끼의 털 색은 좀더 짙다. 크기는 코스타리카 좀더 서쪽에서 발견되는 치리키쌀쥐와 비슷하지만, 약간 더 짙은 색을 띠고 청각 돌기가 더 작다. 6점의 표본에서 전체 몸길이는 309~340mm이고, 꼬리 길이는 159~185mm, 뒷발 길이는 34~38mm이다.
바위와 물가의 나무 아래 구멍에서 서식한다. 일부 표본은 동물 통로에서 포획되었다. 타카르쿠나 산에서 함께 발견되고 좀더 흔한 피리산지협쥐는 겉모습이 유사하지만, 귀가 길고 꼬리에 털이 좀더 많다.
1913년에 쌀쥐속(Oryzomys)에 속하는 학명 Oryzomys pirrensis로 처음 기술되었지만, 나중에 톰스쌀쥐(Oryzomys albigularis, 현재 학명 Nephelomys albigularis)의 이명으로 간주되었다. 2006년 피리산쌀쥐가 새로운 속 톰스쌀쥐속으로 옮겨지면서 별도의 종으로 동정되었다.